# سرهي كوت
سرهي إيفانوفيتش كوت (بالأوكرانية: Сергій Іванович Кот)‏؛ (22 يونيو 1958- 28 مارس 2022) هو مؤرخ أوكراني وباحث في معهد تاريخ أوكرانيا التابع للأكاديمية الوطنية للعلوم في أوكرانيا، يتركز عمله على الحفاظ على الممتلكات التاريخية والثقافية، وكان عضوًا في مجلس إدارة متحف التاريخ، وحصل علي لقب العامل الثقافي المستحق في أوكرانيا.

## الحياة و الوظيفة

### الأكاديمية الوطنية للعلوم في أوكرانيا
عمل كوت في معهد تاريخ أوكرانيا التابع للأكاديمية الوطنية للعلوم في أوكرانيا، أصبح رئيسًا لمركز دراسة مشاكل عودة واسترداد الكنز الثقافي في عام 1999؛ وهو المنصب الذي شغله مدى الحياة. ركز في بحثه على الحفاظ على التراث التاريخي والثقافي، وتاريخ تأسيس صيانة التراث في أوكرانيا، إعادة واسترداد الممتلكات الثقافية. ومنذ عام 2006، كان أيضًا "باحثًا أول" في مركز التاريخ والثقافة الأوكرانية، وتم ترقيته إلى رئيس القسم في عام 2012. في عام 2009، أجرى بحثًا من مارس إلى يونيو في منحة فولبرايت الدراسية عن سياسة الولايات المتحدة لإعادة القيم الثقافية بعد الحرب العالمية الثانية. من عام 2013 وحتى وفاته، كان كوت رئيسًا لمركز دراسة التراث التاريخي والثقافي لأوكرانيا في الأكاديمية الوطنية للعلوم. في عام 2020، كان كوت فعالاً في السعي لاستعادة لوحة لوكاس كراناخ، وهي لوحة ثنائية الدرفات لآدم وحواء؛ نُقلت بشكل غير قانوني إلى سانت بطرسبرغ والآن في متحف نورتون سيمون في باسادينا، لـ أوكرانيا.

### وظائف أخرى
في عامي 1999 و 2000، كان كوت عضوًا في جماعة المجلس الأعلى لأوكرانيا للثقافة والروحانية؛ والذي أعد مشروع قانون"بشأن حماية التراث الثقافي" المُقدم في 8 يونيو 2000؛ قام بتأليف 35 تعديلاً وصيغة تحريرية؛ والتي تم تضمينها في نص القانون.

## المنشورات
تشمل منشورات كوت كتاب 1989؛ حول التاريخ المحلي في جمهورية أوكرانيا الاشتراكية السوفياتية، وكُتبًا عن القيم الثقافية الأوكرانية في روسيا، ومشاكل عودتها في سياق التاريخ والقانون، نُشرت في عامي 1996 و 1998. أعد كتابًا؛ ظهر عام 2006 في لندن وكييف: لانسلوت لوتون، سؤال أوكراني анцелот оутон Украiнське питання إنها مجموعة مقالات للصحفي البريطاني لانسلوت لوتون عن حالة أوكرانيا في الثلاثينيات. قضى كوت عامين في تعقب مقالات لوتون الأصلية، التي عقدت من قبل مكتبة الكونغرس في الولايات المتحدة. في عام 2010، نشر بحثًا حول المصير والوضع القانوني؛ لعروض معرض 1941 المتنقل؛ لمتحف الدولة في شبه جزيرة القرم، والذي عُقد في متاحف شبه جزيرة القرم.
كتب مؤلفات علمية حول تاريخ الحركة الثورية الوطنية، ومنطقة بوكوفينا، ومذبحة بابين يار.

## روابط خارجية
- سرهي كوت منشورات مفهرسة من قبل جوجل سكولار   باللغة الأوكرانية